# レイチェル・ブライス
レイチェル・ブライス（Rachel Brice, 1972年6月15日 - ）は、アメリカ合衆国のダンサー、振付師。 ベリーダンスの様式から派生したアメリカン・トライバル・スタイル・ベリーダンス専門ダンサーとして活動した。

## 生涯
レイチェル・ブライスは1972年6月15日にワシントン州シアトルで生まれ、サンフランシスコ州立大学を卒業した。 レイチェル・ブライスは17歳の時にヨガ、ベリーダンスを学んだ。 1988年にはハビ'ル（Hahbi'Ru）がノースカロライナ州で開かれたルネサンスフェア（Renaissance Faire）で披露した公演を鑑賞しながら舞踊の世界を発見し、アテッシュ舞踊団（Atesh Dance Troupe）の監督であるアテッシュ（Atesh）からベリーダンスを学ぶことになる。 レイチェル・ブライスはしばらくヨガを練習し、1996年にヨガ講師だったエーリッヒ・シフマン（Erich Schiffmann）の助けを受けながらヨガを教えることになる。
レイチェル・ブライスは1999年から舞踊家として活動し、2000年代初めにはキャロライナ・ネリキオ（Carolena Nericcio）、ジル・パーカー（Jill Parker）とともにベリーダンスの授業を受けることになる。 2001年にはレコードプロデューサーのマイルズ・コープランド3世（Miles Copeland III）によって雇用され、2002年にはカリフォルニア州サンフランシスコで設立されたベリーダンス専門舞踊団であるベリーダンス・スーパースターズ（Belly dance Superstars）で活動しながら公演とツアーを行った。 また、教育用および公演用ベリーダンスDVDを製作し、公演に使われた歌を盛り込んだ音楽CDシリーズを発売した。
2003年にはサンフランシスコでベリーダンス専門舞踊団であるインディゴベリーダンスカンパニー（The Indigo Belly Dance Company）を設立し、ベリーダンスの様式から派生したアメリカン・トライバル・スタイル・ベリーダンス（American Tribal Style Belly Dance）公演を行った。 その他、ヨガ、ベリーダンスに焦点を合わせた教育用映像を発売する一方、アメリカ合衆国、ヨーロッパ、アジア、オーストラリアでワークショップを開催した。 また、オレゴン州ポートランドにスタジオ・ダチュラ（Studio Datura）を設立し、ベリーダンスに対するエイト・エレメンツ（8 Elements、8つの基礎）アプローチプログラムを発売した。 2012年にはヨガ、ベリーダンスのためのオンライン講義スタジオ「ダチュラ・オンライン」（Datura Online）を設立した。

## 作品一覧

### 公演映像
- 『Bellydance Superstars Live in Paris: Folies Bergere』
- 『Bellydance Superstars Solos in Monte Carlo』
- 『Bellydance Superstars』

### 教育用映像
- 『Tribal Fusion: Yoga, Isolations and Drills a Practice Companion with Rachel Brice』
- 『Rachel Brice: Belly Dance Arms and Posture』
- 『Serpentine: Belly Dance with Rachel Brice』（DVD、ビデオ）

## ギャラリー

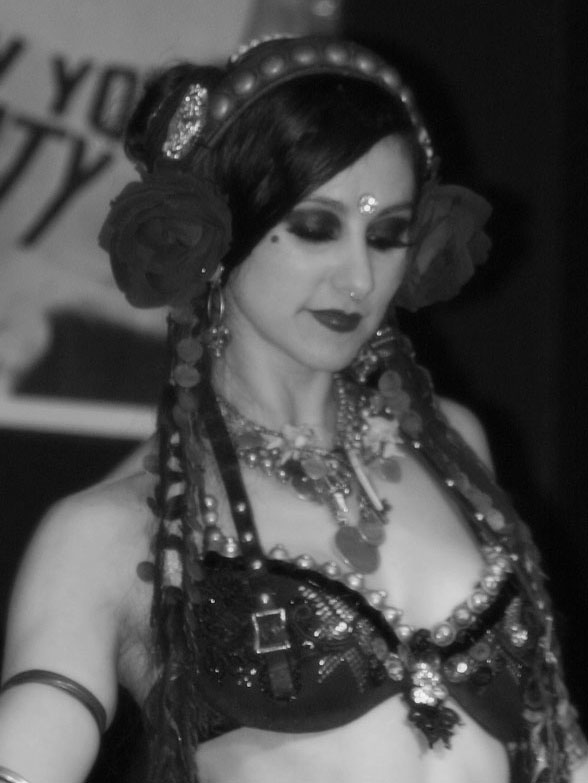
レイチェル・ブライス （2007年撮影）
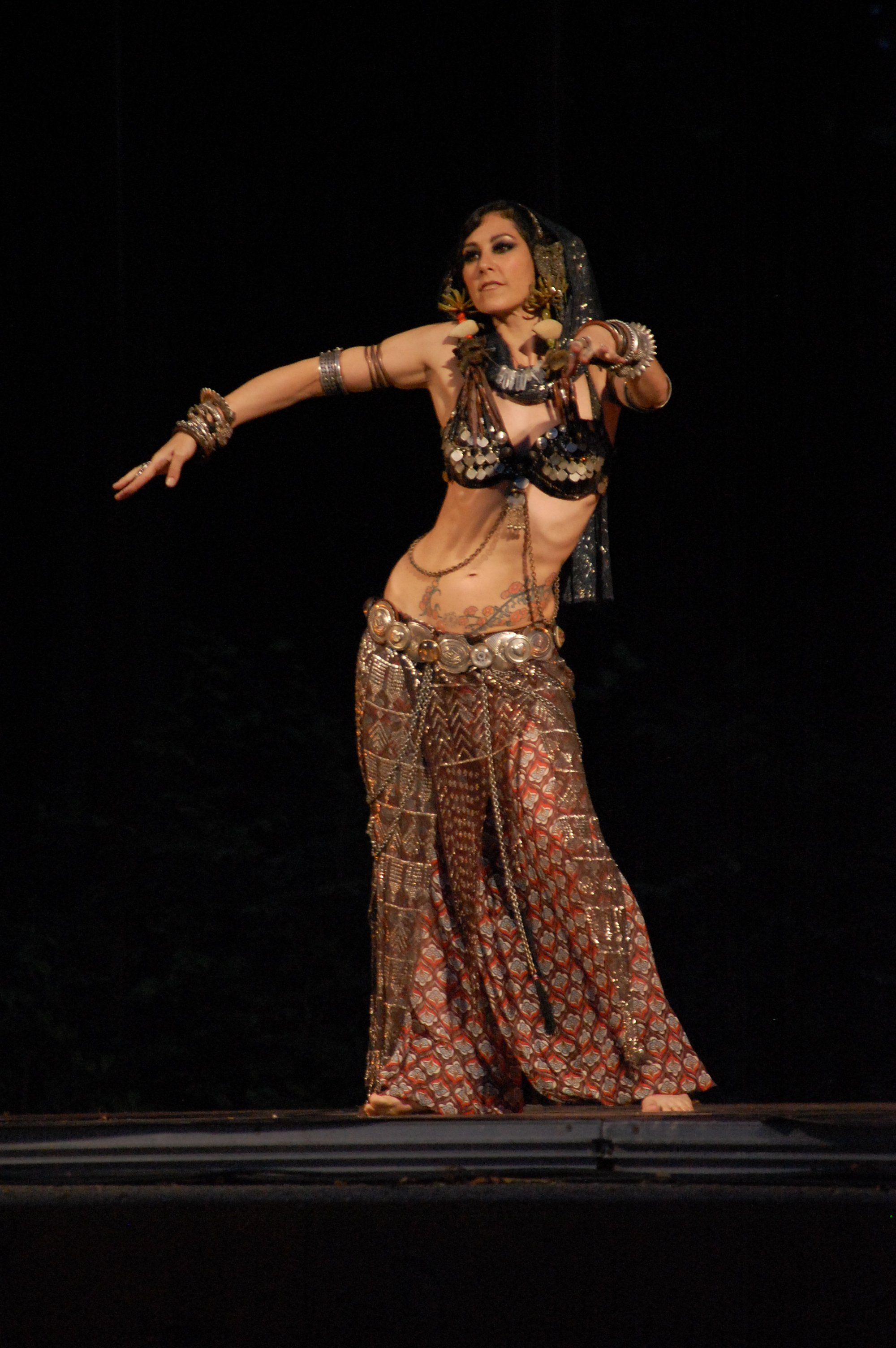
レイチェル・ブライス （2012年撮影）
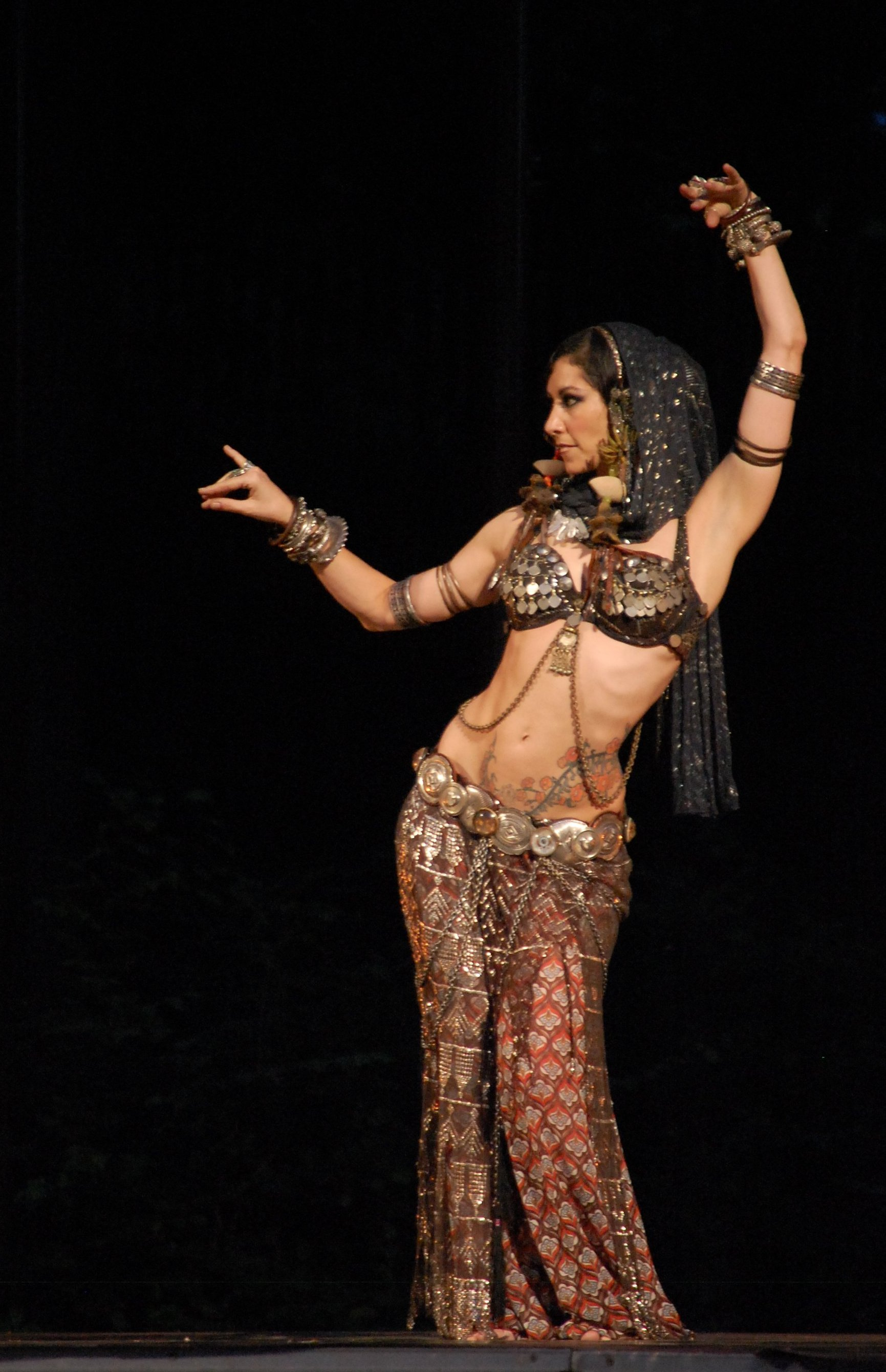
レイチェル・ブライス （2012年撮影）